# NGC 4029
NGC 4029 is een balkspiraalstelsel in het sterrenbeeld Maagd. Het en werd op 25 maart 1865 ontdekt door de Duitse astronoom Albert Marth.

## Synoniemen
- UGC 6990
- MCG 1-31-8
- ZWG 41.17
- PGC 37816